# Успенське (Свічинський район)
Успе́нське (рос. Успенское) — село у складі Свічинського району Кіровської області, Росія. Входить до складу Свічинського сільського поселення.
Населення становить 52 особи (2010, 148 у 2002).
Національний склад станом на 2002 рік — росіяни 98 %.